# Vasco Leitão da Cunha

Vasco Leitão da Cunha

Vasco Tristão Leitão da Cunha (* 2. September 1903 in Rio de Janeiro; † 11. Juni 1984 ebenda) war ein brasilianischer Diplomat und Politiker, der unter anderem zwischen 1941 und 1942 kommissarischer Minister für Justiz und Inneres, von 1962 bis 1964 Botschafter in der Sowjetunion, zwischen 1964 und 1966 Außenminister sowie zuletzt von 1966 bis 1968 Botschafter in den Vereinigten Staaten war.

## Leben

### Beginn der diplomatischen Laufbahn und kommissarischer Justizminister
Vasco Tristão Leitão da Cunha war ein Sohn des Rechtsanwalts und Publizisten José Maria Leitão da Cunha und dessen Ehefrau Agnes Reidy Leitão da Cunha sowie Neffe von Raul Leitão da Cunha, der zwischen 1945 und 1946 Minister für Bildung und Gesundheit war. Nach dem Schulbesuch begann er ein Studium der Rechts- und Sozialwissenschaften an der Juristischen Fakultät der Universidade Federal do Rio de Janeiro, das er 1925 mit einem Bachelor abschloss. 1927 trat er als Dritter Sekretär in den Diplomatischen Dienst ein und wurde 1929 zum Zweiten Sekretär befördert. Als solcher war er von 1929 bis 1931 an der Vertretung in Peru sowie im Anschluss zwischen 1931 und 1933 an der Botschaft in Portugal tätig, ehe er 1934 an die Botschaft in Argentinien versetzt wurde. Im Juli 1937 wurde er Zweiter Sekretär an der Botschaft in Chile und wurde dort im Dezember 1938 zum Ersten Sekretär befördert. Anschließend war er von 1939 bis 1941 im Büro des Generalsekretär des Außenministeriums tätig und wurde im Februar 1941 Kabinettschef im Ministerium für Justiz und Inneres. Als solcher fungierte er zwischen August 1941 und 1942 während einer Erkrankung von Francisco Campos als kommissarischer Minister für Justiz und Inneres. Zugleich wurde er 1942 Mitglied der Staatlichen Kommission für Wirtschaftsstudien sowie der Amerikanisch-Brasilianischen Technischen Kommission.
Anfang 1943 befand sich Leitão da Cunha für drei Monate in einer diplomatischen Sondermission in Nordafrika und wurde danach im April 1943 wieder an die Botschaft in Portugal versetzt, wo er im Dezember 1943 zum Gesandtschaftsrat Zweiter Klasse befördert wurde. Zugleich fungierte er als Delegierter beim Französischen Komitee für die Nationale Befreiung CFLN, in dem er General Charles de Gaulle und General Henri Giraud kennen lernte. Im Juli 1944 wurde er Diplomatischer Beobachter in Italien und kurz darauf Generalkonsul in Rom sowie nach Ende des Zweiten Weltkrieges im Juni 1945 Generalkonsul in Genf. Im April 1946 wurde er zum Gesandtschaftsrat befördert und mit diplomatischen Gespräche mit der spanischen Regierung von Francisco Franco betraut. Zwischenzeitlich fungierte er von November 1947 bis Juni 1948 als Leiter der Delegation bei der UN-Sonderkommission für den Balkan in Saloniki. Im März 1950 wurde er Gesandter an der Botschaft in Spanien sowie im Juni 1950 Außerordentlicher Gesandter und Bevollmächtigter Minister in Finnland, wo er bis März 1952 tätig war. Im Juni 1952 erfolgte seine Beförderung zum Gesandten Erster Klasse sowie im August 1952 seine Ernennung zum Leiter der Abteilung Kulturpolitik im Außenministerium sowie im Oktober 1952 zum Stellvertretenden Generalsekretär des Außenministeriums, ehe er zwischen August und September 1954 kurzzeitig Generalsekretär des Außenministeriums war.

### Botschafter und Außenminister
Danach wurde Vasco Leitão da Cunha im September 1954 Botschafter in Belgien und war als solcher bis November 1956 auch als Vertreter in Luxemburg akkreditiert. Am 27. November 1956 übernahm er den Posten als Botschafter in Kuba und erlebte dort die Kubanische Revolution, die schließlich am 1. Januar 1959 zum Amtsantritt von Fidel Castro führte. In dieser Funktion bereitete er im März 1960 auch den Besuch des Präsidentschaftskandidaten Jânio Quadros in Kuba vor. Nachdem Jânio Quadros im Januar 1961 das Amt des Staatspräsidenten angetreten hatte, wurde er als Botschafter in Kuba abberufen und übernahm zunächst den Posten eines Staatssekretärs sowie im Februar 1961 abermals das Amt des Generalsekretärs des Außenministeriums. In dieser Funktion war er als Vertreter von Afonso Arinos de Melo Franco im April 1961 auch kurzzeitig kommissarischer Außenminister und war maßgeblich an der Formulierung der Política Externa Independente beteiligt, der unabhängigen Außenpolitik Brasiliens zu Beginn der 1960er Jahre. Nach der Wiederaufnahme diplomatischer Beziehungen mit der Sowjetunion im November 1961 und der Wiedereinrichtung der Botschaft am 8. Januar 1962 übernahm er am 25. April 1962 den Posten als Botschafter in der Sowjetunion, den er bis zum 14. Februar 1964 innehatte.
Nach seiner Rückkehr nach Brasilien wurde Vasco Tristão Leitão da Cunha am 6. April 1964 von Staatspräsident Pascoal Ranieri Mazzilli zum Außenminister (Ministro das Relações Exteriores) ernannt und behielt dieses Amt bis zum 7. Dezember 1965. Er übernahm zugleich bis zum Amtsantritt von Staatspräsident General Humberto de Alencar Castelo Branco am 15. April 1964 auch das Amt des Gesundheitsministers (Ministro da Saúde). In seiner Amtszeit als Außenminister setzte er die unabhängige Außenpolitik Brasiliens fort, die neben den Beziehungen zum amerikanischen Kontinent (Aliança continental) auch die Aufnahme diplomatischer Beziehungen zu anderen Staaten wie Malaysia und Südvietnam im Januar 1965 vorsah. Im April 1965 kam es zur Krise in der Dominikanischen Republik, die zum Einmarsch von Truppen der US Army sowie der Organisation Amerikanischer Staaten (OAS) unter Beteiligung Brasiliens führte. Im Oktober 1965 wurde von der Militärregierung das Institutionsgesetz Nr. 2 (Ato Institucional Número Dois) erlassen, das die Verfassung von 1946 weiter aushebelte und dem Militärregime aufgrund der Wahlergebnisse von Anfang Oktober 1965 weitere Befugnisse einräumte. Am 17. November 1965 begann in Rio de Janeiro die Zweite Außerordentliche Interamerikanische Konferenz, die die OAS-Mitgliedstaaten aufforderte, ihre Strategien und Maßnahmen zur Bekämpfung der „Subversion auf dem Kontinent“ fortzusetzen.
Nach Abschluss der Konferenz wurde Leitão da Cunha am 7. Dezember 1965 von Staatspräsident Castelo Branco als Außenminister entlassen, woraufhin der Generalsekretär des Außenministeriums Antônio Borges Leal Castelo Branco Filho dieses Amt erneut kommissarisch übernahm. Er selbst wiederum wurde am 28. Januar 1966 als Nachfolger von Juraci Magalhães zum Botschafter in den Vereinigten Staaten ernannt. Er bekleidete dieses Amt bis zu seinem Eintritt in den Ruhestand im Juli 1968. Im Anschluss war er noch Mitglied des Verwaltungsrates der Banco Mercantil de São Paulo S/A, des Internationalen Beratungsgremiums der Morgan Guarantee Trust Company, des Vorstandes von Standard Electric, des Internationalen Beirates von ITT, Inc., von Chrysler und Sousa Cruz sowie der Associação Comercial do Rio de Janeiro (ACRJ).
Aus seiner Ehe mit Virgínia Maria Quartim Leitão da Cunha gingen zwei Kinder hervor.

## Ehrungen
- 1934: Offizier des Christusordens
- 1967: Großkreuz des Christusordens
- 1955: Großes Verdienstkreuz mit Stern und Schulterband der Bundesrepublik Deutschland
- 1967: Großkreuz des Ordens des Infanten Dom Henrique